# جوزيف جاي تيسون
جوزيف جاي تيسون (بالإنجليزية: Joseph J. Tyson)‏ هو كاهن كاثوليكي أمريكي، ولد في 16 أكتوبر 1957 في موسيس ليك في الولايات المتحدة.